# Handbook of North American Indians

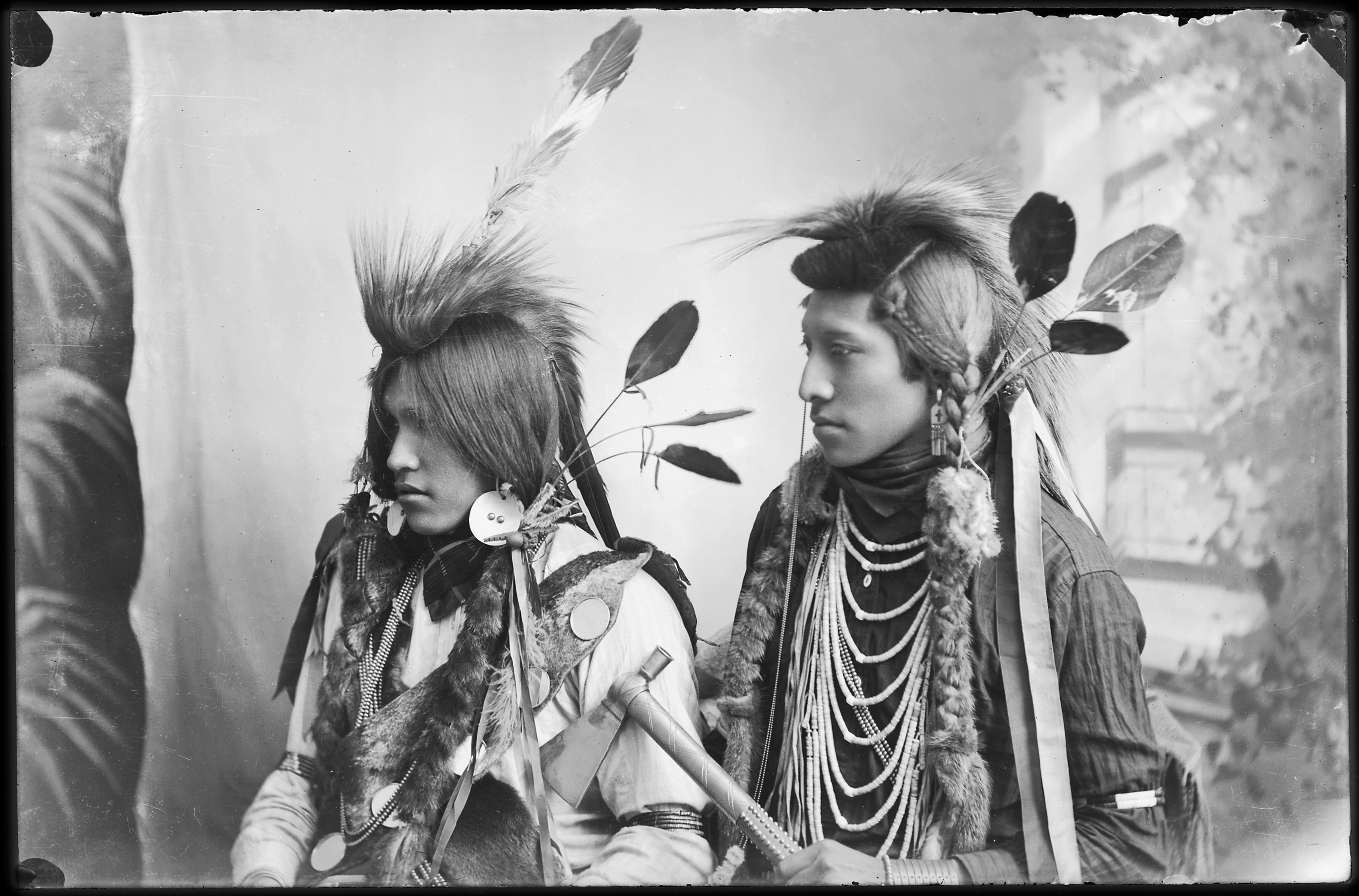
Zwei amerikanische Ureinwohner im Südosten von Idaho, Fotografie im Handbook of North American Indians

Das Handbook of North American Indians („Handbuch der nordamerikanischen Indianer“) ist die ethnologische Standardenzyklopädie zu den nordamerikanischen Indianern, herausgegeben seit 1978 von der renommierten Forschungs- und Bildungseinrichtung Smithsonian Institution in Washington, D.C. Verantwortlich für die Redaktion und Herausgeber des Nachschlagewerks war der US-amerikanische Anthropologe und Ethnologe William Curtis Sturtevant (1926–2007). Das Werk ist in englischer Sprache verfasst und umfasst eine geplante Gesamtausgabe von insgesamt 20 Bänden, von denen bisher 15 erschienen sind.

## Einzelbände
Das Handbook of North American Indians orientiert sich an den Kulturarealen des Ethnologen Alfred Kroeber (Band 5 bis 15) und wird durch weitere Bände ergänzt. Enthalten sind Beiträge zu Geschichte, Sprachen, Kulturen und aktuellen Entwicklungen der indigenen Völker Nordamerikas:
1. Introduction. 2022, ISBN 978-1-944466-53-4 (Digitalisat)
2. Indians in Contemporary Society. 2008, ISBN 978-0-16-080388-8.
3. Environment, Origins and Population. 2006, ISBN 0-16-077511-6.
4. History of Indian-White Relations. 1988, ISBN 0-16-004583-5.
5. Arctic. 1984, ISBN 0-16-004580-0 (Digitalisat)
6. Subarctic. 1981, ISBN 0-87474-186-6.
7. Northwest Coast. 1990, ISBN 0-87474-187-4.
8. California. 1978, ISBN 0-16-004574-6.
9. Southwest. 1979, ISBN 0-16-004577-0.
10. Southwest. 1983, ISBN 0-16-004579-7.
11. Great Basin. 1986, ISBN 0-16-004581-9.
12. Plateau. 1998, ISBN 0-16-049514-8.
13. Plains. 2001, ISBN 0-16-050400-7.
14. Southeast. 2004, ISBN 0-16-072300-0.
15. Northeast. 1978, ISBN 0-16-004575-4.
16. Technology and Visual Arts. …
17. Languages. 1996, ISBN 0-16-048774-9.
18. Biographical Dictionary. …
19. Biographical Dictionary. …
20. Index. …